# André Hercule de Fleury
André Hercule de Fleury, (Lodève, 22. lipnja 1653. – Issy-les-Moulineaux, 29. siječnja 1743.), francuski kardinal, državnik i glavni ministar kralja Luja XV. Najutjecajnija figura vlade Luja XV. od 1726. do svoje smrti 1743.

## Život i postignuća
André Hercule de Fleury se rodio 22. lipnja 1653. godine u gradiću Lodève u nižoj plemićkoj obitelji. Već je kao dijete bio poslan u Pariz da studira teologiju i da dobije posebno obrazovanje kod Isusovaca. Uskoro potom je završio na kraljevskom dvoru francuskog kralja Luja XIV., gdje je bio obnašao crkvene dužnosti. 
Godine 1698. je postao biskup Fréjusa, a nakon smrti Luja XIV. 1715., postao je osobni odgojitelj i regent u ime petogodišnjeg francuskog kralja Luja XV. Kasnije je postao kardinal i prvi kraljev ministar. Odobrio je fiskalne reforme kojima su se javne financije oporavile od skupih ratova koje je vodio Luj XIV. Fleury je uspješno vodio mirnu vanjsku politiku; bez ikakvih poteškoća je uspio unaprijediti trgovinu i uspostaviti novu valutu. 
Bio je gorljiv protivnik jansenizma. Priznavao je vlast rimsko-njemačke carice Marije Terezije na austrijskom prijestolju. Bio je glavni utemeljitelj građanskog prava.